# Grumpynators
Grumpynators er et dansk band rockabillyband fra 2011. Bandet består af Emil Øelund, Christian Nørgaard, Jakob Øelund og Per Fisker.
Gruppens debutalbum, Wonderland, udkom i 2015.

## Historie
Bandet blev grundlagt i februar 2011 af Christian Nørgaard (guitar) og Emil Øelund (forsanger og guitar). Kort efter fulgte Jakob Øelund (kontrabas) og Kasper Jensen (trommer). De mødte hinanden da de turnerede med det danske heavy metalband Volbeat. Nørgaard spillede akustisk guitar og de tre andre var supportband for Volbeat med Neo Rockabilly bandet Taggy Tones. Jakob Øelund havde desuden spillet kontrabas på Volbeats nummer "16 Dollars" fra albummet Beyond Hell/Above Heaven fra 2010. Gruppen udgav en selvbetitlet demo i 2011, der udkom i 200 eksemplarer. Den blev efterfølgende produceret i yderligere 300 eksemplarer, da der var stor efterspørgsel ved koncerter.
I november 2012 forlod Jensen bandet og Per Fisker, der tidligere havde spillet i heavy metalbandet Jackal, overtog pladsen som trommeslager.
De spillede første gang live på festivalen Barnyard Rumble i Tikøb i august 2011. Herefter spillede de på flere mindre klubber i København. I marts 2012 var de opvarmningsband for rockgruppen Magtens Korridorer på den første del af deres forårsturne. De spillede atter på Barnyard Rumble i august 2012.
I dagene 19.-24. februar 2013 var bandet supportact for Volbeats "The First 5" turne i Danmark. Jakob Øelund spillede atter en gang kontrabas på et af bandets numre, nemlig "Lonesome Rider" fra albummet Outlaw Gentlemen & Shady Ladies der udkom i april dette år.
Gruppens debutalbum, Wonderland, udkom i marts 2015, og musikmagasinet GAFFA gav det 3/6 stjerner.
I 2017 udkom gruppens andet album kaldet City of sin

## Medlemmer
Nuværende medlemmer
- Christian Nørgaard - guitar (2011-nu)
- Emil Øelund - forsanger og guitar (2011-nu)
- Jakob Øelund - kontrabas (2011-nu)
- Per Fisker - trommer (2012-nu)

Tidligere medlemmer
- Kasper Jensen - trommer (2011-2012)

## Diskografi
- 2011 Grumpynators (ep)
- 2015 Wonderland
- 2017 City of sin
- 2020 Still Alive